# Härteliter
Der Härteliter bezeichnet die Kapazität einer Anlage, die mittels eines Ionenaustausches eine Enthärtung oder Entsalzung von Wasser vornimmt. Angegeben wird also die Menge an Wasser bei bestimmter Härte, die aufbereitet werden kann. Dabei kann ein Kationenaustauscher nur die Kationen entfernen. Speziell in einer Enthärtungsanlage werden die Erdalkalimetalle, also die Gesamthärtebildner entfernt. Eine Kombination aus Anionen- und Kationenaustauscherharz entfernt bis auf Reste alle Ionen (Salze) aus dem Wasser.
Der Härteliter ist das Produkt der Härte (bei Enthärtung) oder des Salzgehaltes (bei Entsalzung) des Ausgangswassers und dem behandelbaren Volumens. Die Formel lautet also:
HL = Gesamthärte (Salzgehalt) [°dH] × Wasservolumen [Liter]